# Тіні в раю (роман)
«Тіні в раю» (нім. Schatten im Paradies) — роман німецького письменника Еріха Марії Ремарка, опублікований його вдовою в 1971 році, вже після смерті письменника. Рукопис мав робочу назву Das gelobte Land («Земля обітована») і був перероблений і скорочений видавництвом Droemer Knaur. Пізніша версія роману (незакінчена) була опублікована під авторською назвою в 1998 році. Вважається, що роман описує реальні стосунки між автором і княжною Наталією Палій. За словами критиків, книга відзначається тоном «яскраво-сірого романтизму».

## Сюжет
Роман «Тіні в раю» написаний від імені головного героя, який за професією є журналістом і який оповідає про свій приїзд до Нью-Йорка (США) в кінці Другої світової війни. У романі описуються архетипні збірні образи біженців, які з'їхалися з усіх куточків Європи, щоб втекти від війни. Абсолютно різних людей єднає одна спільна риса — надія коли-небудь повернутися додому. Цей твір Ремарка описує, як люди, змучені роками війни, втечею і тюрмами, увійшли в рай під назвою США. Звідси і назва роману — «Тіні в раю». По суті, весь роман пронизаний описами трагедій в житті переселенців, і кожен з них по-своєму справляється з психологічними і фізичними травмами, нанесеними війною. Хтось починає сильно пити, хтось іде з роботи, хтось покінчує життя самогубством. Цинічність людей, яких привчила до грубості і відсутності сентиментів війна, межує з історією щирої любові і справжньої дружби.

## Дійові особи
- Роберт Росс (головний герой, емігрант, два роки переховувався від нацистів в Брюссельському музеї, народився в Ганновері, хоче помститися вбивцям свого батька)
- Володимир Меліков (70 років, чех, портьє в готелі «Ройбен», з примусу господаря готелю приторговує наркотиками, жив у Франції, емігрував)
- Курт Лахман (Мертон) (емігрант, каліка, має пристрасть до жінок з легкими фізичними вадами)
- Наташа Петрова (Наташа Петрівна) (модель, народилася у Франції, емігрувала)
- Лоу-старший, Рауль (власник антикварної крамниці, песиміст)
- Лоу-молодший, Юлій (оптиміст, на три години молодший за свого брата, разом з ним власник антикварної крамниці)
- Гаррі Кан (єврей, 35 років, в минулому учасник Опору, емігрував, в США займається продажем приймачів)
- Равік (Людвіг Фрезенбург) (хірург, який емігрував з Франції, герой роману «Тріумфальна арка»)
- Бетті Штейн (допомагала влаштуватися в Америці емігрантам, народилася в Бреславлі і мріяла повернутися в Берлін)
- Сілверс (торговець картинами імпресіоністів)
- Грефенгейм (гінеколог, в США живе в Філадельфії і працює з Равіком, емігрував з Німеччини)
- Фріслендер (Даніел Варвік) (єврей, в Німеччині торгував шовком і хутром, емігрував)
- Кармен (єврейка, працює моделлю, народилася в Померанії, в Рюгенвальді, емігрувала)
- Ліззі Коллер (акторка, емігрувала з Угорщини)
- Танненбаум (актор, грає нацистів, єврей, емігрував)
- Джон Скотт (сусід Роберта в готелі «Сади Аллаха»)
- Холт (єврей, робить антинацистський фільм)